# Gager
Gager este o comună din landul Mecklenburg - Pomerania Inferioară, Germania.